# Xương Đồ
Xương Đồ (chữ Hán giản thể: 昌图县, âm Hán Việt: Xương Đồ huyện) là một huyện của địa cấp thị Thiết Lĩnh, tỉnh Liêu Ninh, Cộng hòa Nhân dân Trung Hoa. Huyện Xương Đồ nằm ở phía cực bắc của Liêu Ninh. Huyện này có diện tích 4321,7 km², dân số 1.021.500 người, chủ yếu là người Hán. Mã số bưu chính của Xương Đồ là 112500. Chính quyền nhân dân huyện Xương Đồ đóng tại đường Chính phủ, trấn Xương Đồ. Huyện này là nơi sinh sống của 21 dân tộc: dân tộc Hán, dân tộc Mãn, dân tộc Hồi, dân tộc Triều Tiên…Toàn huyện có 50.000 dân làm trong lĩnh vực công nghiệp. Huyện này được chia ra thành 23 trấn, 10 hương. Các đơn vị này lại được chia ra thành 544 ủy ban thôn dân.
- Trấn: Xương Đồ, 鴜 Lộ Thụ, Xương Đồ Lão Thành, Bát Diện Thành, Tam Giang Khẩu, Kim Gia, Ngọc Lực, Tuyền Đầu, Song Điện Tử, Mã Trọng Hà, Lượng Trung Kiều, Lão Tứ Bình, Đại Oa, Mao Gia Điếm, Đầu Đạo, Phó Gia, Tứ Hợp, Cổ Du Thụ, Thất Gia Tử, Đông Dát, Tứ Diện Thành, Tiền Song Tỉnh
- Hương: Đại Hưng, Thập Bát Gia Tử, Thông Giang Khẩu, Đại Tứ Gia Tử, Hậu Diêu, Trường Phát, Thái Bình, Hạ Nhị Đài, Bình An Bảo, Khúc Gia Điếm.